# Fiumi della Finlandia
Di seguito è riportata la lista dei fiumi finlandesi più lunghi di 100 km, in ordine di lunghezza:
- Muonionjoki–Tornionjoki 570 km
- Kemijoki 552 km, senza il corso superiore 483 km
- Iijoki 310 km
- Ounasjoki (diramazione del Kemijoki) 298 km
- Kitinen (diramazione del Kemijoki) 278 km
- Muonionjoki (diramazione del Torniojoki) 330 km
- Luiro (diramazione del Kemijoki) 227 km
- Tornionjoki 180 km (nella parte finlandese la lunghezza totale, comprendendo anche la parte svedese del fiume, è di 510 km)
- Kymijoki 180 km
- Simojoki 172 km
- Ivalojoki 170 km
- Kiiminkijoki 170 km
- Kyrönjoki 169 km
- Pyhäjoki 162 km
- Perhonjoki 155 km
- Tenojoki 152 km
- Siikajoki 152 km
- Kokemäenjoki 150 km
- Raudanjoki 150 km
- Lapuanjoki 147 km
- Lieksanjoki 132 km
- Porvoonjoki 130 km
- Kalajoki 130 km
- Livojoki 125 km
- Siuruanjoki 120 km
- Loimijoki 114 km
- Karvianjoki 110 km
- Vaskojoki 110 km
- Oulujoki 107 km
- Oulankajoki 105 km (altri 30 km giacciono in Russia)
- Nuorittanjoki 105 km
- Kiehimäjoki 105 km
- Paimionjoki 105 km
- Vantaanjoki 101 km

Altri fiumi finlandesi di una certa importanza
- Aurajoki 70 km
- Tenniöjoki 62 km (diramazione del Kemijoki; lunghezza totale 126 km, di cui circa metà in Russia)
- Vuoksi 15 km (lunghezza totale 150 km, di cui la maggior parte in Russia)
- Kajaaninjoki 10 km